# لول سوئیچ شناوری

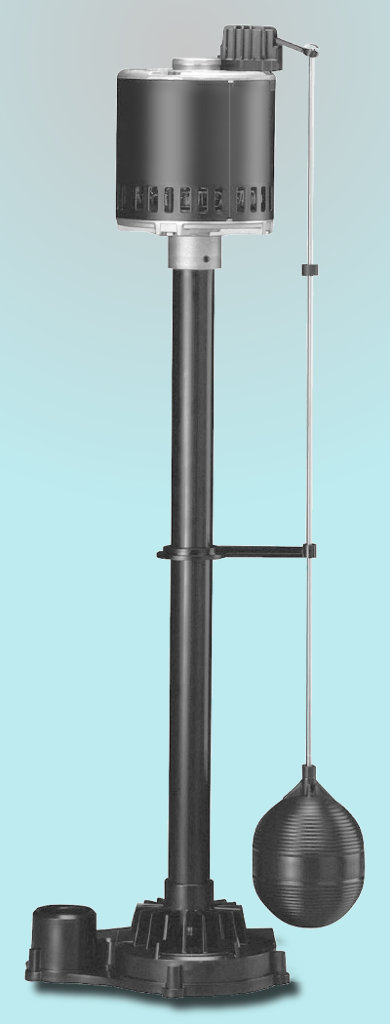
یک پمپ لجن کش به همراه سوئیچ شناوری

لول سوئیچ شناوری (به انگلیسی: Float level switch) نوعی سنسور سطح است که برای تعیین سطح مایعات مخازن به کار می‌رود. از این سوئیچ می‌توان برای روشن و خاموش کردن پمپ، چراغ سیگنال، زنگ هشدار یا سایر تجهیزات کنترلی استفاده کرد.
در نوعی از این سوئیچ، از یک کلید جیوه‌ای نصب شده در داخل یک شناور لولادار استفاده می‌شود. نوع دیگر این سوئیچ‌ها دارای یک شناور است که با بالا آمدن سطح مخزن یک میکروسوئیچ را تحریک می می‌کند.

## کاربردها
از اصلی‌ترین کاربردهای لول سوئیچ‌ها کنترل پمپ‌های لجن کش یا پمپ کندانسور می‌باشد.